# Acheronta Movebo
Acheronta Movebo – postać literacka, bohater noweli Karola Irzykowskiego Sny Marii Dunin.
Acheronta Movebo jest ojcem tytułowej Marii (i jej siostry Herminy), dbającym też o interesy córki. Należy do Bractwa Wielkiego Dzwonu. Niektórzy badacze literatury utożsamiają tę postać z narratorem utworu.
Nazwisko tego bohatera ma swój rodowód w jednym z wersów Eneidy Wergiliusza. Słowa te w tłumaczeniu z języka łacińskiego oznaczają poruszę Archeont, czyli poruszę piekło. Są też mottem dzieła Zygmunta Freuda – Objaśnianie marzeń sennych.